# Генрих III (граф Шауэнбург-Гольштейна)
Генрих III  (1370-е — февраль 1421, Бордесхольм, Шлезвиг-Гольштейн) — князь-епископ Оснабрюка в 1402—1410 годах (как Генрих I) и граф Гольштейн-Рендсбурга с 1404 года до своей смерти.

## Биография
Младший сын графа Гольштейн-Рендсбурга Генриха II и его второй жены Ингеборги Мекленбург-Шверинской. Будучи младшим сыном, он был предназначен для духовной карьеры и стал дьяконом в Оснабрюке. После смерти епископа Дитриха в 1403 году Генрих был назначен его преемником. Но затем оба его старших брата погибли молодыми: Альбрехт II упал с лошади в битве против Дитмаршена в 1403 году, а Герхард VI пал в битве на Хамме. Это сделало Генриха III единственным выжившим сыном, поэтому он объявил себя наследником не только Гольштейн-Рендсбурга, но и герцогства Шлезвиг, которое было передано по наследству Герхарду VI в 1386 году. Королева Дании Маргрете I и её преемник Эрик Померанский возражали. Они рассматривали это как возможность более крепко привязать Шлезвига к Дании.
Эрик Померанский пригласил Генриха III и других дворян в Коллинг. Затем Генриха заманили в Хиндсгавль на острове Фюн, где он был арестован. За освобождение ему нужно было заплатить 11 тысяч марок и отдать в залог Фленсбург Дании сроком на один год. Эрик так и не получил денег, что привело к войне между Гольштейн-Рендсбургом и Данией. 13 июля 1409 года Эрик заключил союз с Дитмаршем. 12 августа 1410 года армии Гольштейн-Рендсбурга и Дании вступили в бой на вересковой пустоши под Золлерупом в районе Эггебека. Гольштейн-Рендсбург победил, а главнокомандующий датской армии Могенс Мунк погиб в бою. 26 марта 1411 года в Коллинге был заключён мирный договор.
Маргрете I умерла в октябре 1412 года, и дворянство из Гольштейна отказалось вернуть территории, которые они оккупировали в 1410 году, как было согласовано в договоре 1411 года. Эрик I передал дело в феодальный суд в Нюборге, который 29 июля 1413 года лишил Генриха III герцогства. Датские войска заняли Шлезвиг, а Генрих заключил союз с Гамбургом, который не хотел иметь сильного соседа.
В 1419 году датские войска завоевали Фемарн и разграбили его. Гольштейн-Рендсбург контратаковал и одержал победу в битве при Иммерваде под Хадерслевом. Новое перемирие было заключено 26 ноября 1420 года.
В начале 1421 года Генрих III был избран епископом Шлезвига. Он умер в феврале, до вступления в должность.